# 国会決議
国会決議（こっかいけつぎ）は、立法府が国政上必要と判断される事柄に関して出す決議の総称・通称である。

## 概説
議事機関は法令上の根拠の有無を問わず一定の問題につき意思表示・意思表明を行うことができ、その場合に一般的に用いられる形式が決議である。
日本においては、立法府である衆議院又は参議院が国政上で必要と判断される事柄に関して出す決議の総称・通称である。決議は法令上の根拠を有するものについては一定の法的効果が認められるが、そうでない場合には単に事実上の政治的効果にとどまる。日本の国会においては衆議院による内閣不信任決議（日本国憲法第69条）以外は法的効果は認められない（なお、解任決議もあるが議院自律権に基づく内部組織に関するものであり外部的な意思表示・意思表明としての決議とは性質を異にする）。
浅野一郎元参議院法制局長は著書で「法的拘束力がない国会決議てあっても、日本国憲法第66条で内閣は行政権の行使につき国会に連帯して責任を負うことから、各院の決議は内閣に政治的・道義的拘束力を有している」との見解を表明している。また1970年6月11日に真田秀夫内閣法制局第一部長は衆議院商工委員会で「もし決議の内容通りに政府を拘束したいということであれば、法律を制定していただくことになる」「あるいは内閣に対する政治的不信任の理由にすることも可能」と答弁している。
通常は全会一致で決議されるが、不戦決議のように過半数の賛成だけで決議されることもある。
手続きとしては、衆議院と参議院の両院又は一院が個別に議決を行うものである。法律案のように先議院議決後に同一案を後議院で議決する形式ではないため、仮に両院が一言一句同じ決議を可決したとしても、それは「両議院で一致した内容の議決が別々になされた」ということにとどまり、それをもって一体化した「国会の決議」であるとする法的な規定・根拠はない。
立法関係の用語解釈では「国会の議決（決議）」と「両議院一致の議決（決議）」は異なる概念とされており、その意味では「国会決議」というものは厳密には存在しない。首相指名、予算・条約成立のように憲法に明記された議決については「衆議院の議決を国会の議決とする」旨の規定があるため「国会の議決」は存在するが、両院又は一院の任意の内容の決議を「国会（の）決議」とする規定はない。
一方、それら任意の内容の決議（一院のみのものを含む）も国会という場において行われた決議には違いないため、「一体化した国会の決議」という厳格な区別への言及を必要としない場面において「国会の場でなされた決議」という意味で「国会（の）決議」と表現することは誤りではなく、政府による文書でも「国会（の）決議」の表現が使われた用例がある。また、国会議員その他の演説・発言、マスコミの報道等でも広く用いられる。